# Roland Ducke
Roland Ducke (19. listopadu 1934, Benešov nad Ploučnicí – 26. června 2005 Jena) byl východoněmecký fotbalista, útočník, reprezentant Východního Německa (NDR). V roce 1970 byl vyhlášen východoněmeckým fotbalistou roku. Jeho mladší bratr Peter byl také východoněmeckým fotbalovým reprezentantem.

## Fotbalová kariéra
V východoněmecké oberlize hrál za FC Carl Zeiss Jena, nastoupil ve 344 utkáních a dal 51 gólů. S FC Carl Zeiss Jena vyhrál třikrát východoněmeckou Oberligu a jednou východoněmecký fotbalový pohár. V Poháru mistrů evropských zemí nastoupil v 7 utkáních, v Poháru vítězů poháru nastoupil v 7 utkáních a dal 2 góly a v Poháru UEFA nastoupil ve 61 utkáních a dal 1 gól. Za reprezentaci Východního Německa (NDR) nastoupil v letech 1958–1967 ve 37 utkáních a dal 5 gólů.

## Ligová bilance

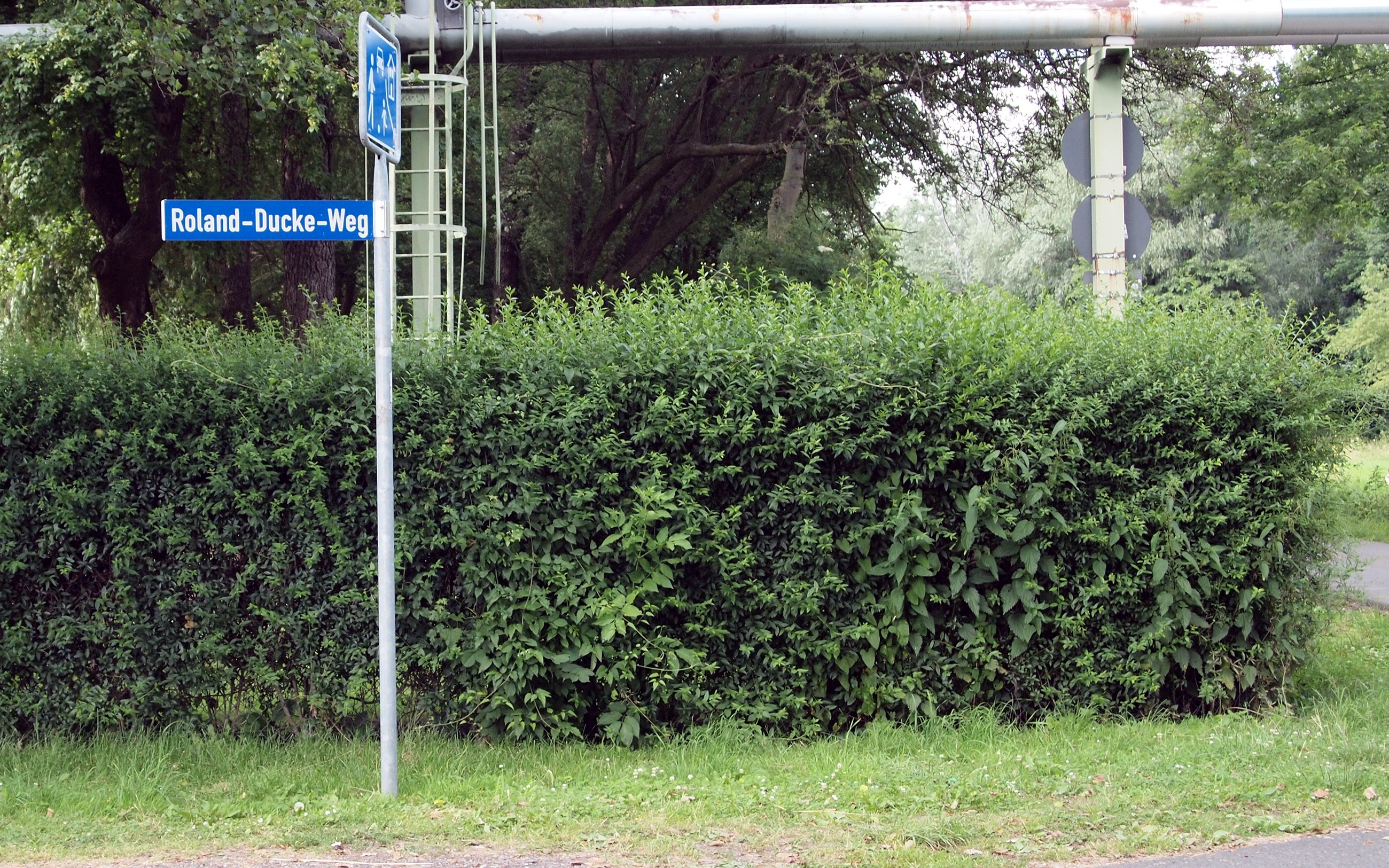
Duckeho ulice ve Volkspark Oberaue v Jeně

| Ročník           | Zápasy | Góly | Klub               |
| ---------------- | ------ | ---- | ------------------ |
| II. liga 1954/55 | 25     | 16   | Motor Schönebeck   |
| II. liga 1955    | 12     | 8    | Motor Jena         |
| II. liga 1956    | 21     | 11   | Motor Jena         |
| I. liga 1957     | 25     | 7    | Motor Jena         |
| I. liga 1958     | 26     | 7    | Motor Jena         |
| I. liga 1959     | 20     | 2    | Motor Jena         |
| I. liga 1960     | 25     | 4    | Motor Jena         |
| I. liga 1961/62  | 36     | 7    | Motor Jena         |
| I. liga 1962/63  | 25     | 0    | Motor Jena         |
| I. liga 1963/64  | 26     | 3    | Motor Jena         |
| I. liga 1964/65  | 23     | 4    | Motor Jena         |
| I. liga 1965/66  | 25     | 4    | FC Carl Zeiss Jena |
| I. liga 1966/67  | 25     | 5    | FC Carl Zeiss Jena |
| I. liga 1967/68  | 25     | 5    | FC Carl Zeiss Jena |
| I. liga 1968/69  | 20     | 3    | FC Carl Zeiss Jena |
| I. liga 1969/70  | 26     | 2    | FC Carl Zeiss Jena |
| I. liga 1970/71  | 17     | 1    | FC Carl Zeiss Jena |
| CELKEM I. liga   | 344    | 51   |                    |